# T (album của TVXQ)
T là album phòng thu tiếng Nhật thứ ba của Tohoshinki, phát hành ngày 22 tháng 1 năm 2008
và debuting #4 trên Oricon Weekly Chart.
Theo các thành viên, là "T" viết tắt của một số thứ, như "Tohoshinki", "Title", "Third" album, "Top" and "Try". Nó cũng có thể tượng trưng cho "Trick/Trust" và "Teamwork". Một tuần trước khi album phát hành của, single "Purple Line" được phát hành và đã đạt #1 trên Oricon Weekly Chart.
Đội ngũ quản lý đã phát triển một chiến lược riêng biệt để quảng bá album và tách các thành viên làm theo đội, đi riêng rẽ đến các thành phố khác nhau tại Nhật Bản trong một tuần và xuất hiện trên các chương trình phát thành và truyền hình.
Ca khúc "Kissしたまま、さよなら" (Kiss Shita Mama, Sayonara) đã được sáng tác bởi 2 thành viên Yoochun và Jaejoong, chỉ nằm trong phiên bản 2CD+2DVD. Tiêu đề của bài hát "Trick" là một kết hợp giai điệu của 5 bài hát (sau khi phát hành album), với mỗi một đĩa đơn riêng biệt dành cho các thành viên. Chữ đầu tiên trong năm single ghép sẽ ra tên 'TRICK'.

## Danh sách bài hát

### CD version
| STT | Nhan đề                               | Phổ lời                     | Phổ nhạc                                                                   | Thời lượng |
| --- | ------------------------------------- | --------------------------- | -------------------------------------------------------------------------- | ---------- |
| 1.  | "Trick"                               | H.U.B                       | AKIRA                                                                      | 4:27       |
| 2.  | "No?"                                 | H.U.B                       | Dane Deviller, Sean Hosein, Steve Smith, Anthony Anderson, Ibrahim Lakhani | 3:44       |
| 3.  | "Purple Line"                         | Ryoji Sonoda, Yoo Young-jin | Yoo Han-jin, Yoo Young-jin, JJ650                                          | 3:15       |
| 4.  | "Forever Love"                        | Ryoji Sonoda                | Fujiya Ichiro                                                              | 5:57       |
| 5.  | "Summer Dream"                        | H.U.B                       | Tatta Works                                                                | 4:57       |
| 6.  | "Ride on"                             | H.U.B                       | Philippe-Marc Anquetil, Christopher Lee-Joe, Iain James Farquharson        | 3:28       |
| 7.  | "Darkness Eyes"                       | Ryoji Sonoda                | Tommy Henriksen                                                            | 3:46       |
| 8.  | "Lovin' You"                          | H.U.B                       | Sakai Mikio                                                                | 5:52       |
| 9.  | "Rainbow"                             | H.U.B                       | N.Davidovich, H.Nadal, Darrell Pittman                                     | 3:35       |
| 10. | "Shine"                               | H.U.B                       | Reo                                                                        | 4:32       |
| 11. | "Last Angel" (Tohoshinki Version)     | Koda Kumi, H.U.B            | Negin, Lira, Gustafsson                                                    | 3:46       |
| 12. | "Clap!"                               | H.U.B                       | Figge Boström                                                              | 3:15       |
| 13. | "Love in the Ice"                     | Ryoji Sonoda                | Daisuke Suzuki                                                             | 5:27       |
| 14. | "Forever Love (A cappella version)"   | Ryoji Sonoda                | Fujiya Ichiro                                                              | 2:57       |
| 15. | "Lovin' You: Haru's "Deep Water" Mix" | H.U.B                       | Sakai Mikio                                                                | 5:24       |
| 16. | "Together" (Bonus Track)              | H.U.B                       | Hara Hiroaki                                                               | 5:21       |

### CD+DVD version
| CD  | CD                                | CD                          | CD                                                                         | CD         |
| STT | Nhan đề                           | Phổ lời                     | Phổ nhạc                                                                   | Thời lượng |
| --- | --------------------------------- | --------------------------- | -------------------------------------------------------------------------- | ---------- |
| 1.  | "Trick"                           | H.U.B                       | AKIRA                                                                      | 4:27       |
| 2.  | "No?"                             | H.U.B                       | Dane Deviller, Sean Hosein, Steve Smith, Anthony Anderson, Ibrahim Lakhani | 3:44       |
| 3.  | "Purple Line"                     | Ryoji Sonoda, Yoo Young-jin | Yoo Han-jin, Yoo Young-jin, JJ650                                          | 3:15       |
| 4.  | "Forever Love"                    | Ryoji Sonoda                | Fujiya Ichiro                                                              | 5:57       |
| 5.  | "Summer Dream"                    | H.U.B                       | Tatta Works                                                                | 4:57       |
| 6.  | "Ride on"                         | H.U.B                       | Philippe-Marc Anquetil, Christopher Lee-Joe, Iain James Farquharson        | 3:28       |
| 7.  | "Darkness Eyes"                   | Ryoji Sonoda                | Tommy Henriksen                                                            | 3:46       |
| 8.  | "Lovin' You"                      | H.U.B                       | Sakai Mikio                                                                | 5:52       |
| 9.  | "Rainbow"                         | H.U.B                       | N.Davidovich, H.Nadal, Darrell Pittman                                     | 3:35       |
| 10. | "Shine"                           | H.U.B                       | Reo                                                                        | 4:32       |
| 11. | "Last Angel" (Tohoshinki Version) | Koda Kumi, H.U.B            | Negin, Lira, Gustafsson                                                    | 3:46       |
| 12. | "Clap!"                           | H.U.B                       | Figge Boström                                                              | 3:15       |
| 13. | "Love in the Ice"                 | Ryoji Sonoda                | Daisuke Suzuki                                                             | 5:27       |
| 14. | "Together" (Bonus Track)          | H.U.B                       | Hara Hiroaki                                                               | 5:21       |

| DVD | DVD                                                     | DVD        |
| STT | Nhan đề                                                 | Thời lượng |
| --- | ------------------------------------------------------- | ---------- |
| 1.  | "Lovin' You PV"                                         |            |
| 2.  | "Summer Dream PV"                                       |            |
| 3.  | "Shine PV"                                              |            |
| 4.  | "Forever Love PV"                                       |            |
| 5.  | "Together PV"                                           |            |
| 6.  | "Offshoot Movie" (Only included in First Press Release) |            |

### 2CD+2DVD version
| CD1 | CD1                               | CD1                         | CD1                                                                        | CD1        |
| STT | Nhan đề                           | Phổ lời                     | Phổ nhạc                                                                   | Thời lượng |
| --- | --------------------------------- | --------------------------- | -------------------------------------------------------------------------- | ---------- |
| 1.  | "Trick"                           | H.U.B                       | AKIRA                                                                      | 4:27       |
| 2.  | "No?"                             | H.U.B                       | Dane Deviller, Sean Hosein, Steve Smith, Anthony Anderson, Ibrahim Lakhani | 3:44       |
| 3.  | "Purple Line"                     | Ryoji Sonoda, Yoo Young-jin | Yoo Han-jin, Yoo Young-jin, JJ650                                          | 3:15       |
| 4.  | "Forever Love"                    | Ryoji Sonoda                | Fujiya Ichiro                                                              | 5:57       |
| 5.  | "Summer Dream"                    | H.U.B                       | Tatta Works                                                                | 4:57       |
| 6.  | "Ride on"                         | H.U.B                       | Philippe-Marc Anquetil, Christopher Lee-Joe, Iain James Farquharson        | 3:28       |
| 7.  | "Darkness Eyes"                   | Ryoji Sonoda                | Tommy Henriksen                                                            | 3:46       |
| 8.  | "Lovin' You"                      | H.U.B                       | Sakai Mikio                                                                | 5:52       |
| 9.  | "Rainbow"                         | H.U.B                       | N.Davidovich, H.Nadal, Darrell Pittman                                     | 3:35       |
| 10. | "Shine"                           | H.U.B                       | Reo                                                                        | 4:32       |
| 11. | "Last Angel" (Tohoshinki Version) | Koda Kumi, H.U.B            | Negin, Lira, Gustafsson                                                    | 3:46       |
| 12. | "Clap!"                           | H.U.B                       | Figge Boström                                                              | 3:15       |
| 13. | "Love in the Ice"                 | Ryoji Sonoda                | Daisuke Suzuki                                                             | 5:27       |
| 14. | "Together" (Bonus Track)          | H.U.B                       | Hara Hiroaki                                                               | 5:21       |

| CD 2 | CD 2                                                 | CD 2                                                                                  | CD 2                                                     | CD 2       |
| STT  | Nhan đề                                              | Phổ lời                                                                               | Phổ nhạc                                                 | Thời lượng |
| ---- | ---------------------------------------------------- | ------------------------------------------------------------------------------------- | -------------------------------------------------------- | ---------- |
| 1.   | "Song for You"                                       | H.U.B                                                                                 | Hara Kazuhiro                                            | 4:31       |
| 2.   | "Day Moon"                                           | Kim Jung-bae, H.U.B                                                                   | Kenzie                                                   | 3:57       |
| 3.   | "Beautiful Life"                                     | Jamie Jones, Jason Pennock, Jack Kugell, Sarah Nagourmey, Kim Young-hoo, Ryoji Sonoda | Jamie Jones, Jason Pennock, Jack Kugell, Sarah Nagourmey | 3:40       |
| 4.   | "You're My Miracle"                                  | Kim Young-hu, H.U.B                                                                   | Kim Young-hu                                             | 4:06       |
| 5.   | "Kissしたまま、さよなら" (Kiss Shita Mama, Sayonara) | Yuchun                                                                                | Yuchun, Jejung                                           | 6:19       |

## Xếp hạng và tiêu thụ

### OriconSales Charts (Nhật)
| Ngày phát hành      | Chart                       | Thứ hạng | Số bản tiêu thụ | Chart run |
| ------------------- | --------------------------- | -------- | --------------- | --------- |
| 23 tháng 1 năm 2008 | Oricon Daily Albums Chart   | 2        | 30,003          |           |
| 23 tháng 1 năm 2008 | Oricon Weekly Albums Chart  | 4        | 52,273          | 38 tuần   |
| 23 tháng 1 năm 2008 | Oricon Monthly Albums Chart | 30       | 52,273          |           |
| 23 tháng 1 năm 2008 | Oricon Yearly Albums Chart  |          | 98,459          |           |

### Korea Foreign Albums & Singles Chart
| Ngày phát hành      | Chart                  | Thứ hạng | Số bản tiêu thụ |
| ------------------- | ---------------------- | -------- | --------------- |
| 30 tháng 1 năm 2008 | January Monthly Chart  | 1        | 21,412          |
| 29 tháng 2 năm 2008 | February Monthly Chart | 6        | 26,983          |
| 30 tháng 1 năm 2008 | March Monthly Chart    | 12       | 29,161          |

## Đĩa đơn
| Ngày phát hành       | Tiêu đề                                            | Thứ hạng |
| -------------------- | -------------------------------------------------- | -------- |
| 13 tháng 6 năm 2007  | Lovin' You                                         | 2        |
| 1 tháng 8 năm 2007   | SUMMER ~Summer Dream/Song for you/Love in the Ice~ | 2        |
| 19 tháng 9 năm 2007  | Shine / Ride on                                    | 2        |
| 14 tháng 11 năm 2007 | Forever Love                                       | 4        |
| 9 tháng 12 năm 2007  | Together                                           | 3        |
| 16 tháng 1 năm 2008  | Purple Line                                        | 1        |

## Ngày phát hành
| Quốc gia   | Ngày phát hành      |
| ---------- | ------------------- |
| Nhật Bản   | 22 tháng 1 năm 2008 |
| Hồng Kông  | 30 tháng 1 năm 2008 |
| Hàn Quốc   | 30 tháng 1 năm 2008 |
| Trung Quốc | Tháng 2 năm 2008    |